# Gliese 628

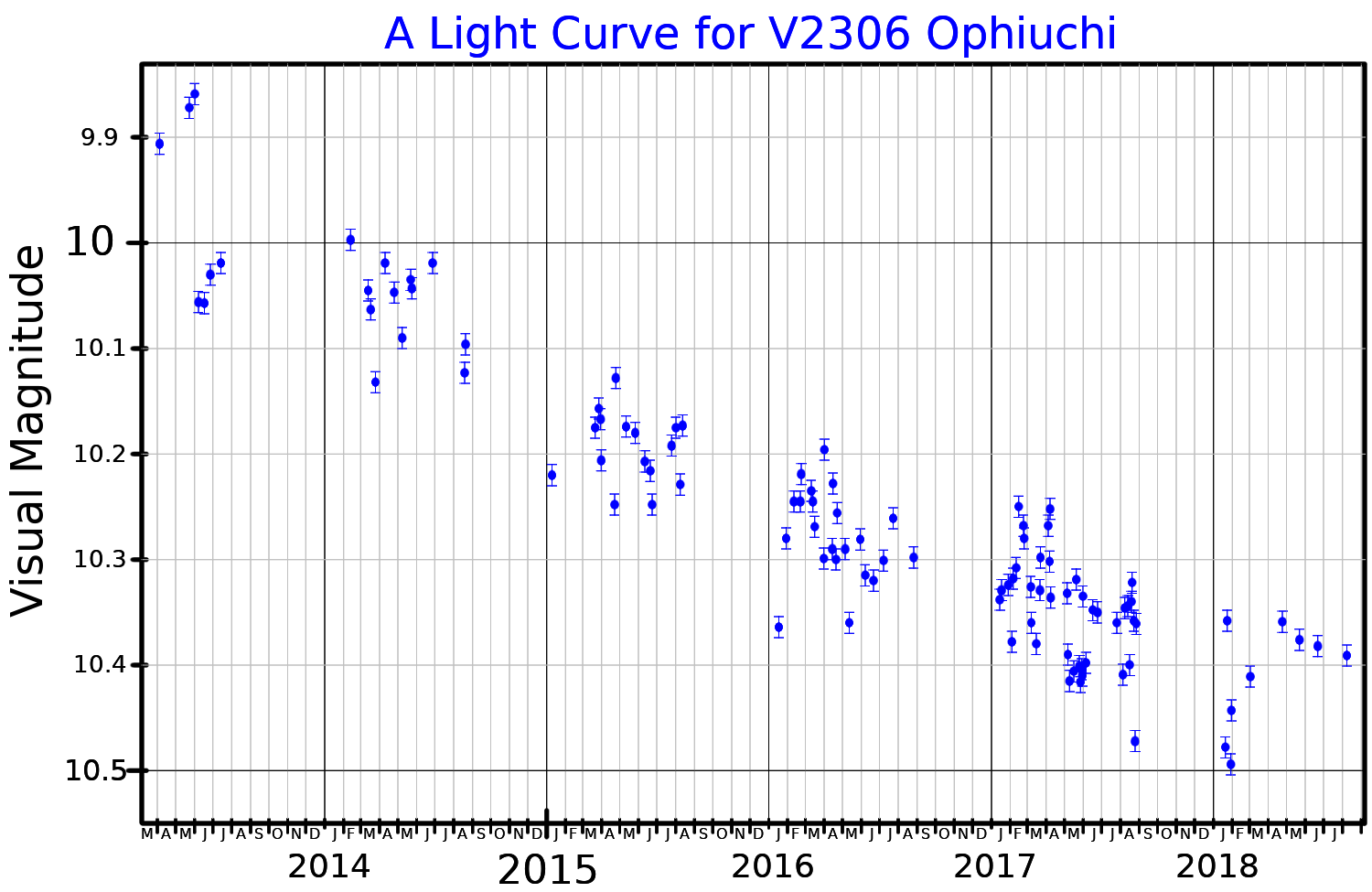
Lichtkromme van Gliese 628

Gliese 628 (Wolf 1061) is een rode dwerg in het sterrenbeeld Ophiuchus op 14,05 lichtjaar van het zonnestelsel. In 2015 werden er drie exoplaneten gevonden rondom de ster.